# The Best of Syd Barrett: Wouldn't You Miss Me?
The Best of Syd Barrett: Wouldn't You Miss Me? è un album compilation del cantautore britannico Syd Barrett, pubblicata nel 2001. Il disco copre l'arco dell'intera breve carriera del Barrett solista.

## Il disco
Comprende brani già pubblicati nei due album solisti pubblicati da Syd Barrett nel 1970 The Madcap Laughs (sette canzoni), Barrett (nove canzoni), e altri provenienti dalla compilation Opel del 1988 (quattro canzoni).
Inoltre include Two of a Kind, proveniente dalla sessione radiofonica di Barrett nel programma di John Peel del febbraio 1970, e, dalla collezione personale di David Gilmour, il brano che era rimasto ancora inedito Bob Dylan Blues, registrato da Barrett qualche giorno dopo Two of a Kind, e che prima della pubblicazione ufficiale in questa raccolta era una traccia molto rara e misconosciuta.

## Tracce
- Tutti i brani sono opera di Syd Barrett, eccetto dove indicato diversamente.

1. Octopus - 3:48 (da The Madcap Laughs)
2. Late Night - 3:14 (da The Madcap Laughs)
3. Terrapin - 5:03 (da The Madcap Laughs)
4. Swan Lee (Silas Lang) - 3:14 (da Opel)
5. Wolfpack - 3:45 (da Barrett)
6. Golden Hair - 1:59 (Barrett, Joyce) (da The Madcap Laughs)
7. Here I Go - 3:11 (da The Madcap Laughs)
8. Long Gone - 2:49 (da The Madcap Laughs)
9. No Good Trying - 3:25 (da The Madcap Laughs)
10. Opel - 6:26 (da Opel)
11. Baby Lemonade - 4:10 (da Barrett)
12. Gigolo Aunt - 5:45 (da Barrett)
13. Dominoes - 4:06 (da Barrett)
14. Wouldn't You Miss Me - 3:00 (da Opel)
15. Wined and Dined - 2:26 (da Barrett)
16. Effervescing Elephant - 1:53 (da Barrett)
17. Waving My Arms in the Air - 2:07 (da Barrett)
18. I Never Lied to You -  1:49 (da Barrett)
19. Love Song - 3:02 (da Barrett)
20. Two of a Kind - 2:35 (da The Peel Session)
21. Bob Dylan Blues - 3:14 (precedentemente inedita)
22. Golden Hair (Instrumental) - 1:50 (da Opel)

## Produzione
- Syd Barrett - Produzione
- Tim Chacksfield – Coordinatore progetto
- David Gilmour – Produzione
- Peter Jenner – Produzione
- Malcolm Jones – Produzione, produzione sovraincisioni
- Peter Mew – Trasferimenti, rimasterizzazione
- Mark Paytress – Note interne
- Nigel Reeve – Coordinatore progetto
- Phil Smee – Package design